# Динітрометан
Динітрометан — двозаміщена нітропохідна метану, складу СН2(NO2)2. Вперше був отриманий 1893 році Дуденом.

## Фізичні властивості
Динітрометан є безбарвною рухливою леткою рідиною з характерним різким запахом, що нагадує запах мурашиної кислоти. Він стійкий лише при низькій температурі, а при кімнатній температурі розкладається вже через декілька хвилин з виділенням оксидів азоту. Динітрометан може бути перегнаний без розкладання лише з парами бензолу. Він майже не розчиняється в холодній воді і досить добре розчиняється в теплій воді, ефірні та бензолові розчини стійкі і довго зберігаються.

## Будова
Динітрометан може існувати у двох таутомерних формах:

## Отримання
Динітрометан отримують підкисленням водного розчину його калієвої солі при охолоджуванні. Остання у свою чергу отримують з доступніших органічних сполук, наприклад, дибромдинітрометану. Динітрометан можна отримати також з симетричного дикалійтетранітроетану:
KOON=C(NO2)-C(NO2)=NOOK→2CH2(NO2)2